# Tipula takahashii
Tipula takahashii är en tvåvingeart som beskrevs av Alexander 1971. Tipula takahashii ingår i släktet Tipula och familjen storharkrankar. Inga underarter finns listade i Catalogue of Life.